# 조시 트랭크
조시 트랭크(영어: Josh Trank 1984년 2월 19일 ~ )는 미국의 영화 감독, 각본가이다. 2012년 영화 《크로니클》과 2015년 영화《판타스틱 포》의 감독으로 알려져 있다.

## 감독 작품
- 크로니클 Chronicle (2012년)
- 판타스틱 포 Fantastic Four (2015년)
- 폰조 Capone (2020년) - 해리슨 요원 역